# Morti nel 1988/Novembre
| Questa pagina contiene informazioni ricavate automaticamente dalle voci biografiche con l'ausilio del template Bio e di un bot. L'aggiornamento è periodico e automatico e ricostruisce completamente la pagina. Se manca una persona in questa lista, sei pregato di non aggiungerla, ma accertati piuttosto che la sua voce biografica contenga il template Bio e che i dati anagrafici siano correttamente compilati. Se il template Bio manca, inseriscilo tu stesso o, in alternativa, metti l'avviso {{tmp\|Bio}} che ne segnala la mancanza. Se i dati riportati sono sbagliati, correggi direttamente la voce biografica; le modifiche saranno visibili in questa lista entro pochi giorni. Per chiarimenti vedi il progetto biografie. La lista contiene solo le 92 persone che sono citate nell'enciclopedia e per le quali è stato implementato correttamente il template Bio. Pagina aggiornata al 3 mar 2024. |

- 1º novembre - George Folsey, direttore della fotografia statunitense (n. 1898)
- 1º novembre - Hans P. Kraus, antiquario austriaco (n. 1907)
- 2 novembre - Ralph Amsden, cestista statunitense (n. 1917)
- 2 novembre - Hökümə Qurbanova, attrice azera (n. 1913)
- 2 novembre - Guido Sacerdote, regista televisivo, autore televisivo e produttore televisivo italiano (n. 1920)
- 3 novembre - Ira Herbert Abbott, ingegnere aeronautico statunitense (n. 1906)
- 3 novembre - George Mitchell, pallanuotista statunitense (n. 1901)
- 3 novembre - Martha O'Driscoll, attrice statunitense (n. 1922)
- 4 novembre - Hermann Graf, aviatore e ufficiale tedesco (n. 1912)
- 4 novembre - Takeo Miki, politico giapponese (n. 1907)
- 5 novembre - C. F. Møller, architetto danese (n. 1898)
- 5 novembre - Luca Osteria, agente segreto italiano (n. 1905)
- 6 novembre - John Hubbard, attore statunitense (n. 1914)
- 6 novembre - Neri Pozza, partigiano, scrittore e editore italiano (n. 1912)
- 7 novembre - Hans Baumann, scrittore e traduttore tedesco (n. 1914)
- 8 novembre - Warren Casey, compositore, paroliere e librettista statunitense (n. 1935)
- 8 novembre - Amilcare Della Noce, calciatore italiano (n. 1905)
- 8 novembre - Pasquale Epifanio Iannini, poeta, scrittore e paroliere italiano (n. 1906)
- 8 novembre - Francesco Marzullo, calciatore italiano (n. 1905)
- 8 novembre - Oskar Rohr, calciatore e antifascista tedesco (n. 1912)
- 9 novembre - Yves Baudrier, compositore francese (n. 1906)
- 9 novembre - Clarke Hinkle, giocatore di football americano statunitense (n. 1909)
- 9 novembre - John Newton Mitchell, politico statunitense (n. 1913)
- 9 novembre - Robert Naeye, ciclista su strada, pistard e dirigente sportivo belga (n. 1917)
- 9 novembre - Mario Nasalli Rocca di Corneliano, cardinale e arcivescovo cattolico italiano (n. 1903)
- 9 novembre - Battista Santhià, politico e dirigente d'azienda italiano (n. 1898)
- 10 novembre - Gilberto Colombo, ingegnere, imprenditore e progettista italiano (n. 1921)
- 10 novembre - Benedetto Gola, calciatore, ingegnere e dirigente sportivo italiano (n. 1904)
- 10 novembre - Gordon Richards, fantino inglese (n. 1904)
- 11 novembre - Riccardo Orestano, giurista italiano (n. 1909)
- 11 novembre - Max Peroli, militare e aviatore italiano (n. 1910)
- 11 novembre - Max Tosi, poeta italiano (n. 1913)
- 12 novembre - Franco Angeli, pittore italiano (n. 1935)
- 12 novembre - Primo Conti, pittore, compositore e scrittore italiano (n. 1900)
- 12 novembre - István Klimek, calciatore rumeno (n. 1913)
- 12 novembre - Lyman Lemnitzer, generale statunitense (n. 1899)
- 13 novembre - Antal Doráti, direttore d'orchestra e compositore ungherese (n. 1906)
- 14 novembre - Julia Caba Alba, attrice spagnola (n. 1902)
- 14 novembre - Giacomo Gaioni, pistard e ciclista su strada italiano (n. 1905)
- 14 novembre - Edward Lee, cestista cinese (n. 1923)
- 14 novembre - Mario Renosto, allenatore di calcio e calciatore italiano (n. 1929)
- 15 novembre - Giovanni Vittorio Amoretti, germanista italiano (n. 1892)
- 15 novembre - Mirko Kokotović, calciatore e allenatore di calcio jugoslavo (n. 1913)
- 15 novembre - Vincenzo Radicioni, vescovo cattolico italiano (n. 1906)
- 15 novembre - Mona Washbourne, attrice britannica (n. 1903)
- 16 novembre - Nicola Cilento, storico e medievista italiano (n. 1914)
- 16 novembre - Mario La Cava, scrittore italiano (n. 1908)
- 16 novembre - Orsolya Petró, cestista ungherese (n. 1940)
- 16 novembre - Antonio Torrisi, politico italiano (n. 1927)
- 17 novembre - Francesco Tortora, vescovo cattolico italiano (n. 1915)
- 19 novembre - Christina Onassis, dirigente d'azienda greca (n. 1950)
- 20 novembre - Tyler Kent, diplomatico statunitense (n. 1911)
- 20 novembre - Adriano Magli, regista e critico teatrale italiano (n. 1920)
- 20 novembre - Jenő Vincze, calciatore e allenatore di calcio ungherese (n. 1908)
- 21 novembre - Giorgio Bozzato, allenatore di calcio e calciatore italiano (n. 1930)
- 21 novembre - Virgilio Carbonari, baritono e pittore italiano (n. 1925)
- 21 novembre - Mauro Fondi, pittore italiano (n. 1913)
- 21 novembre - Carl Hubbell, giocatore di baseball statunitense (n. 1903)
- 21 novembre - Pál Kalmár, cantante ungherese (n. 1900)
- 22 novembre - Luis Barragán, architetto e ingegnere messicano (n. 1902)
- 22 novembre - Raymond Arthur Dart, antropologo, paleontologo e anatomista australiano (n. 1893)
- 22 novembre - Janet Ertel, cantante statunitense (n. 1913)
- 22 novembre - Erich Fried, poeta austriaco (n. 1921)
- 22 novembre - John R. Ragazzini, ingegnere statunitense (n. 1912)
- 22 novembre - Nedret Uyguç, cestista turco (n. 1940)
- 23 novembre - Kenzō Masaoka, animatore giapponese (n. 1898)
- 23 novembre - Joe Schleimer, lottatore canadese (n. 1909)
- 23 novembre - Adriano Spatola, poeta, editore e critico letterario italiano (n. 1941)
- 23 novembre - Otello Torri, calciatore italiano (n. 1917)
- 24 novembre - Benigno Ferrera, fondista italiano (n. 1893)
- 24 novembre - Bernard Leene, pistard olandese (n. 1903)
- 24 novembre - Andreas Ostler, bobbista tedesco (n. 1921)
- 24 novembre - Irmgard Seefried, soprano tedesco (n. 1919)
- 25 novembre - Alphaeus Philemon Cole, pittore, incisore e supercentenario statunitense (n. 1876)
- 25 novembre - Gilberto R. Limón, politico e generale messicano (n. 1895)
- 25 novembre - Helmut Looß, militare tedesco (n. 1910)
- 25 novembre - Muhammad bin Abd al-Aziz Al Sa'ud, principe e politico saudita (n. 1910)
- 26 novembre - Albert Barthélémy, ciclista su strada francese (n. 1906)
- 26 novembre - Michele Leone, wrestler italiano (n. 1909)
- 26 novembre - Peder Rasch, canoista danese (n. 1934)
- 27 novembre - Angela Aames, attrice statunitense (n. 1956)
- 27 novembre - John Carradine, attore statunitense (n. 1906)
- 27 novembre - Johannes Hendrikus Donner, scacchista e scrittore olandese (n. 1927)
- 28 novembre - Gus Bailey, cestista statunitense (n. 1951)
- 28 novembre - Angelo Fois, pittore italiano (n. 1910)
- 28 novembre - Håkon Walde, calciatore norvegese (n. 1907)
- 29 novembre - Nils Bejerot, psichiatra e criminologo svedese (n. 1921)
- 29 novembre - Donald Keyhoe, ufologo e aviatore statunitense (n. 1897)
- 29 novembre - Mabel Strickland, editrice e politica maltese (n. 1899)
- 30 novembre - Aleksandar Deroko, architetto, artista e scrittore serbo (n. 1894)
- 30 novembre - Ricky Lawless, wrestler statunitense (n. 1959)
- 30 novembre - Pannonica de Koenigswarter, mecenate britannica (n. 1913)